# Gmina Szczerców
Die Gmina Szczerców  ist eine Landgemeinde im Powiat Bełchatowski der Woiwodschaft Łódź in Polen. Sie hat etwa 8200 Einwohner und ihr Sitz ist das Dorf Szczerców mit etwa 3000 Einwohnern.

## Geographie

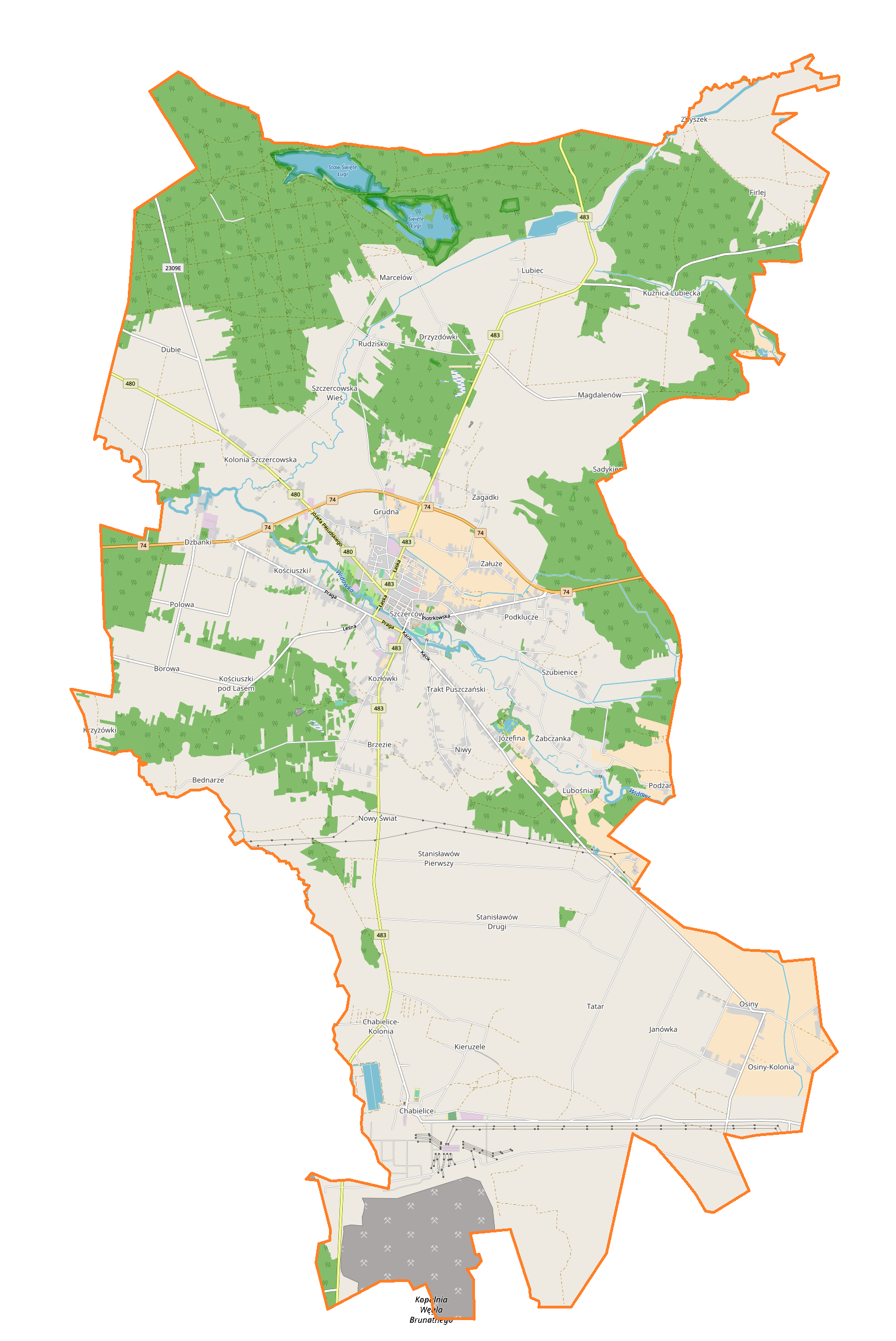
Karte der Gemeinde

Die Gemeinde liegt im Süden der Woiwodschaft. Die Kreisstadt Bełchatów (deutsch Belchatow) liegt 15 Kilometer östlich, Łódź (Lodz) 70 Kilometer nördlich und Warschau 180 Kilometer nordöstlich. Nachbargemeinden sind im Powiat Bełchatowski Zelów im Norden, Kluki im Osten, Kleszczów im Südosten und Rusiec im Westen, im Powiat Pajęczański Sulmierzyce im Süden und Rząśnia im Südwesten sowie im Powiat Łaski Widawa im Nordwesten. Die Gemeinde hat eine Fläche von 129 km², von der 60 Prozent land- und 29 Prozent forstwirtschaftlich genutzt werden. Ihr Gebiet ist mit 64 Einwohnern/km² dünn besiedelt. Der südliche Teil des Gemeindegebiets wird von der Braunkohlengrube Bełchatów (Kopalnia Węgla Brunatnego „Bełchatów”) eingenommen. Dort verschwanden die beiden Dörfer des ehemaligen Schulzenamts Parchliny-Grabek sowie das Dorf Młynki und Komórew. Das Kraftwerk Bełchatów liegt in der Nachbargemeinde Kleszczów. Die Widawka fließt durch den Hauptort der Gemeinde in Richtung zur Warthe, ein Zufluss ist die Pilsia.

## Geschichte
Die Landgemeinde Szczerców entstand 1930 im Powiat Łaski aus der Gmina Dzbanki und wurde 1954 in Gromadas zerschlagen. Sie wurde zum 1. Januar 1973 im Powiat Bełchatowski alten Zuschnitts in der ehemaligen Woiwodschaft Łódź wieder gebildet. Von 1975 bis 1998 gehörte die Gemeinde zur Woiwodschaft Piotrków. Der Powiat war in dieser Zeit aufgelöst. Die Landgemeinde kam 1999 an den Powiat Bełchatowski der Woiwodschaft Łódź im gegenwärtigen Gebietszuschnitt. Wójt ist seit den Kommunalwahlen 2016 Krzysztof Kamieniak.

## Gliederung
Zur Landgemeinde (gmina wiejska) Szczerców gehören die 23 folgenden Dörfer mit einem Schulzenamt (sołectwo), denen weitere Orte ohne Schulzenamt zugeordnet sind:
Borowa
Brzezie
Chabielice
Dubie
Grudna
Janówka
Kieruzele
Kuźnica Lubiecka
Leśniaki
Lubiec
Magdalenów
Niwy
Osiny
Podklucze
Podżar
Polowa
Rudzisko
Stanisławów Drugi
Stanisławów Pierwszy
Szczerców
Szczercowska Wieś
Tatar mit dem Ortsteil Puszcza
Zbyszek
Kleinere Dörfer der Gemeinde sind:
Bednarze
Drzyzdówki
Dzbanki
Firlej
Józefina
Kolonia Szczercowska
Kościuszki
Kozłówki
Krzyżówki
Lubośnia
Marcelów
Piecówka
Sadykierz
Szubienice
Trakt Puszczański
Żabczanka
Zagadki
Załuże
Weitere Orte der Gemeinde sind die Siedlungen Chabielice-Kolonia, Leśniaki Chabielskie, Nowy Świat, Osiny-Kolonia und Piecówka sowie die Weiler und Wohnplätze Komórew und Sarnówka. Die Orte Grabek, Komórew, Młynki und Parchliny fielen dem Tagebau zum Opfer.

## Sehenswürdigkeiten

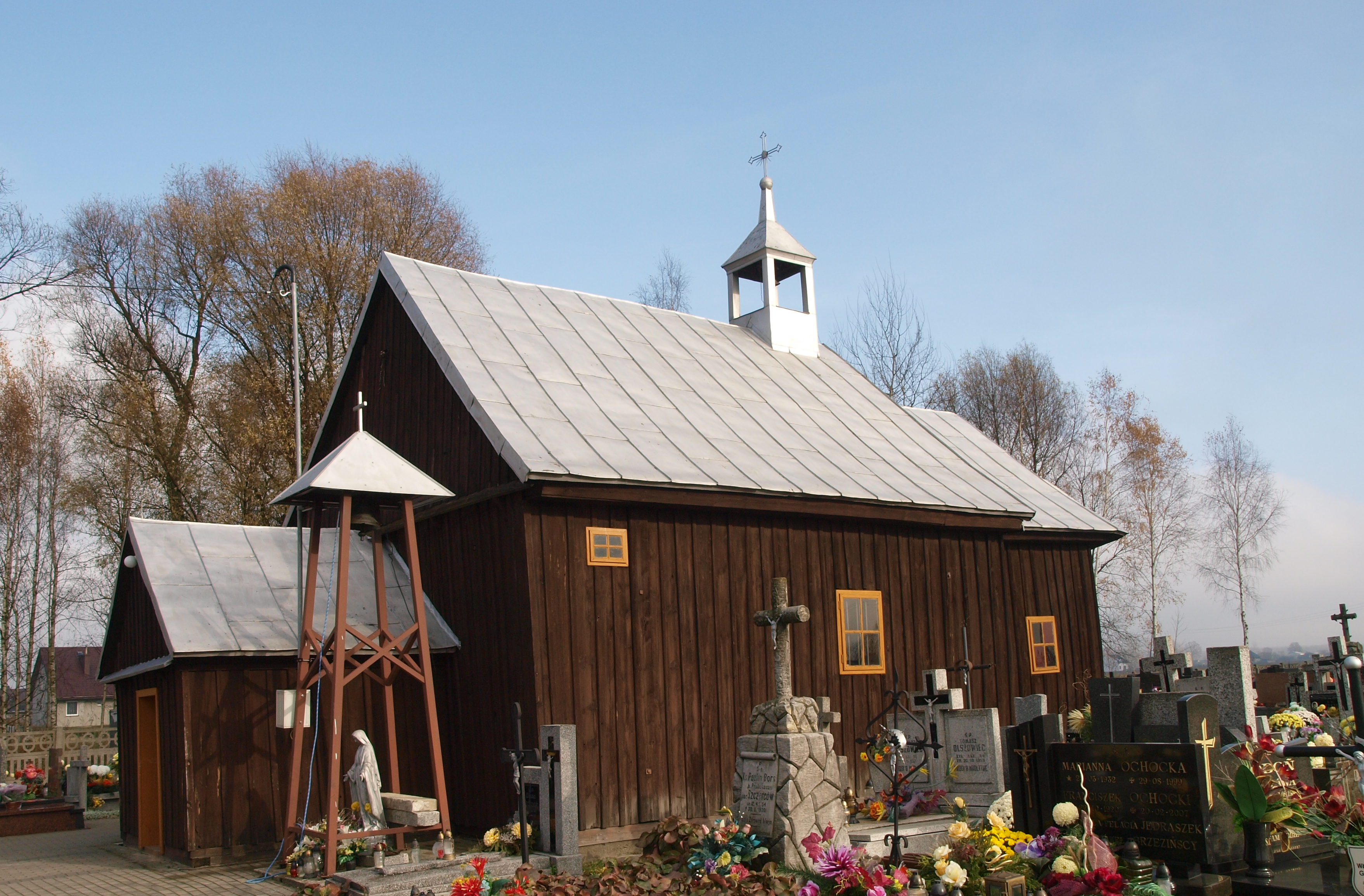
Kapelle in Szczerców

Die hölzerne St.-Barbara-Kapelle ist ein denkmalgeschütztes Bauwerk.

## Verkehr
Die Landesstraße DK74 verbindet Szczerców mit Bełchatów und Piotrków Trybunalski im Osten sowie mit Wieluń (Welun) im Westen. Die Woiwodschaftsstraße DW480 führt von Szczerców nach Sieradz. Die Woiwodschaftsstraße DW483 führt von Łask (Lask) über Szczerców nach Częstochowa (Tschenstochau).
Der nächste Bahnhof war Rusiec Łódzki an der Bahnstrecke Chorzów–Tczew (Königshütte–Dirschau).
Der nächste internationale Flughafen ist Łódź.